# 499367 Monikasirp
499367 Monikasirp è un asteroide della fascia principale. Scoperto nel 2010, presenta un'orbita caratterizzata da un semiasse maggiore pari a 2,589648 UA e da un'eccentricità di 0,326435, inclinata di 7,486582° rispetto all'eclittica.